# Ехали мы, ехали…
«Ехали мы, ехали…» — советский комедийный художественный фильм.

## Сюжет
Фильм о том, как Тарапунька и Штепсель едут на концерт в Москву. Тринадцатый вагон, в который они сели, забыли прицепить к поезду. И вот они и их друзья потащили вагон сами. На пути их ждёт немало удивительных приключений.
Фильм снят на основе эстрадной программы «Везли эстраду на декаду».

## В ролях
- Ефим Березин
- Юрий Тимошенко
- Андрей Сова
- Юлия Пашковская
- П. Ретвицкий
- А. Таранец
- Н. Павленко
- Н. Бут
- Лев Окрент

## Съёмочная группа
- Режиссёры: Юрий Тимошенко, Ефим Березин
- Сценаристы: Ефим Березин, Юрий Тимошенко, Владлен Бахнов, Яков Костюковский
- Оператор: Наум Слуцкий
- Художник: Алексей Бобровников
- Композитор: Оскар Сандлер

Комбинированные съёмки:
- Оператор А. Пастухов
- Художник В. Король

В фильме используется приём сочетания в кадре актёров с мультипликационными персонажами (с которыми взаимодействуют артисты) и фоном; мультипликационные вставки выполнены режиссёрами-мультипликаторами Борисом Степанцевым и Евгением Райковским.